# 樂陽郡
乐阳郡，中国南北朝时设置的郡。
南朝梁置乐阳郡，属南定州。治所在平山县（今广西壮族自治区横县东北郁江北岸）。南朝陈沿置，隋文帝开皇十年（590年）废除乐阳郡，平山县改为乐阳县，属简州，隋炀帝时属郁州（郁林郡）。